# Marion Sawatzki
Marion Sawatzki (* 22. Januar 1957 in Bad Kreuznach) ist eine deutsche Schauspielerin und Synchronsprecherin. 

## Leben
Sawatzkis bekannteste Sprechrollen sind die der Turanga Leela in der Zeichentrickserie Futurama, die im Original von Katey Sagal gesprochen wird und Monica in Ein Hauch von Himmel („Touched by an Angel“), gespielt von Roma Downey. In den 1990er Jahren spielte sie einige Nebenrollen in Serienfolgen des deutschen Fernsehens.
Im 2002 erschienenen Computerspiel Warcraft 3 und dessen Expansion spricht sie die Rolle der Tyrande Wisperwind. In Diablo II vertonte sie Fara.
Sie lebt in Lunenburg in Kanada.

## Filmografie (Auswahl)
- Futurama als „Turanga Leela“ (im Original gesprochen von Katey Sagal), bis Staffel 7
- Cowboy Bebop – Der Film als „Faye Valentine“
- X-Men als „Jean Grey“ / „Phoenix“ (Staffel 3 bis 5; zuvor Gundula Liebisch)
- Jade Empire als „Seidenfuchs“, „Frau Jong“, „Flitzender Luchs“, „Sanfte Brise“
- Immer Ärger mit Newton als „Sharon Flemkin“ (im Original gesprochen von Carolyn Scott)
- Ein Hauch von Himmel als „Monica“ (gespielt von Roma Downey)
- Hercules im Reich der toten Götter, Hercules und der flammende Ring und Hercules im Labyrinth des Minotaurus jeweils als „Deïaneira“ (gespielt von Tawny Kitaen)
- Sabrina – Total Verhext! als „Mrs. Quick“ (gespielt von Mary Gross)